# 加茂鄉站
加茂鄉站（日语：／ Kamogō eki */?）是位於和歌山縣海南市下津町黑田，屬於西日本旅客鐵道（JR西日本）的紀勢本線（紀國線）車站。由於本站接近舊下津町的中心地區，因此使用者較多。

## 歷史
- 1924年（大正13年）2月28日 - 國鐵紀勢西線和歌山站（現時為紀和站）至箕島站開通，此站啟用[1]。
- 1959年（昭和34年）7月15日 - 三木里站至新鹿站之間開通，同時路線由紀勢西線改名為紀勢本線[1]。
- 1987年（昭和62年）4月1日 - 伴隨國鐵分割民營化，車站由西日本旅客鐵道（JR西日本）營運[1]。
- 2020年（令和2年）3月14日 - 車站可以使用「ICOCA」等交通系IC卡[2]。

## 車站構造
本站為地面車站，設有1面1線的單式月台和1面2線的島式月台，共有2面3線的混合式月台。站房位於單式月台1號月台側，設有跨線橋連接島式月台2、3號月台。站房為一座古老的建築物。
本站由和歌山站管理，並委托JR西日本MAINTEC進行車站業務，為業務委託車站。本站只有一名車站職員駐守。站內設有POS終端和新型觸控面板式自動售票機

### 月台
| 月台 | 路線   | 方向               | 備註            |
| ---- | ------ | ------------------ | --------------- |
| 1    | 紀國線 | 和歌山、天王寺方向 | 部分使用2號月台 |
| 2、3 | 紀國線 | 御坊、新宮方向     | 部分使用2號月台 |

- 以上的路線名是使用旅客資訊上的名稱（愛稱）。
- 1號月台為下行本線，3號月台為上行本線。2號月台為上下行線共用的待避線（中線），以作為待避特急列車之用。截至2015年3月14日，兩方向沒有定期列車在此站進行特急待避，但是設有除鏽列車（日语：錆取り列車）停泊。

## 使用狀況
以下列出近年1日平均乘車人次。
| 年度   | 一日平均 乘車人次 |
| ------ | ----------------- |
| 1998年 | 1,368             |
| 1999年 | 1,305             |
| 2000年 | 1,197             |
| 2001年 | 1,136             |
| 2002年 | 1,072             |
| 2003年 | 1,058             |
| 2004年 | 1,044             |
| 2005年 | 987               |
| 2006年 | 1,007             |
| 2007年 | 1,003             |
| 2008年 | 1,010             |
| 2009年 | 966               |
| 2010年 | 1,008             |
| 2011年 | 960               |
| 2012年 | 924               |
| 2013年 | 904               |
| 2014年 | 816               |
| 2015年 | 846               |
| 2016年 | 804               |
| 2017年 | 757               |

## 車站周邊

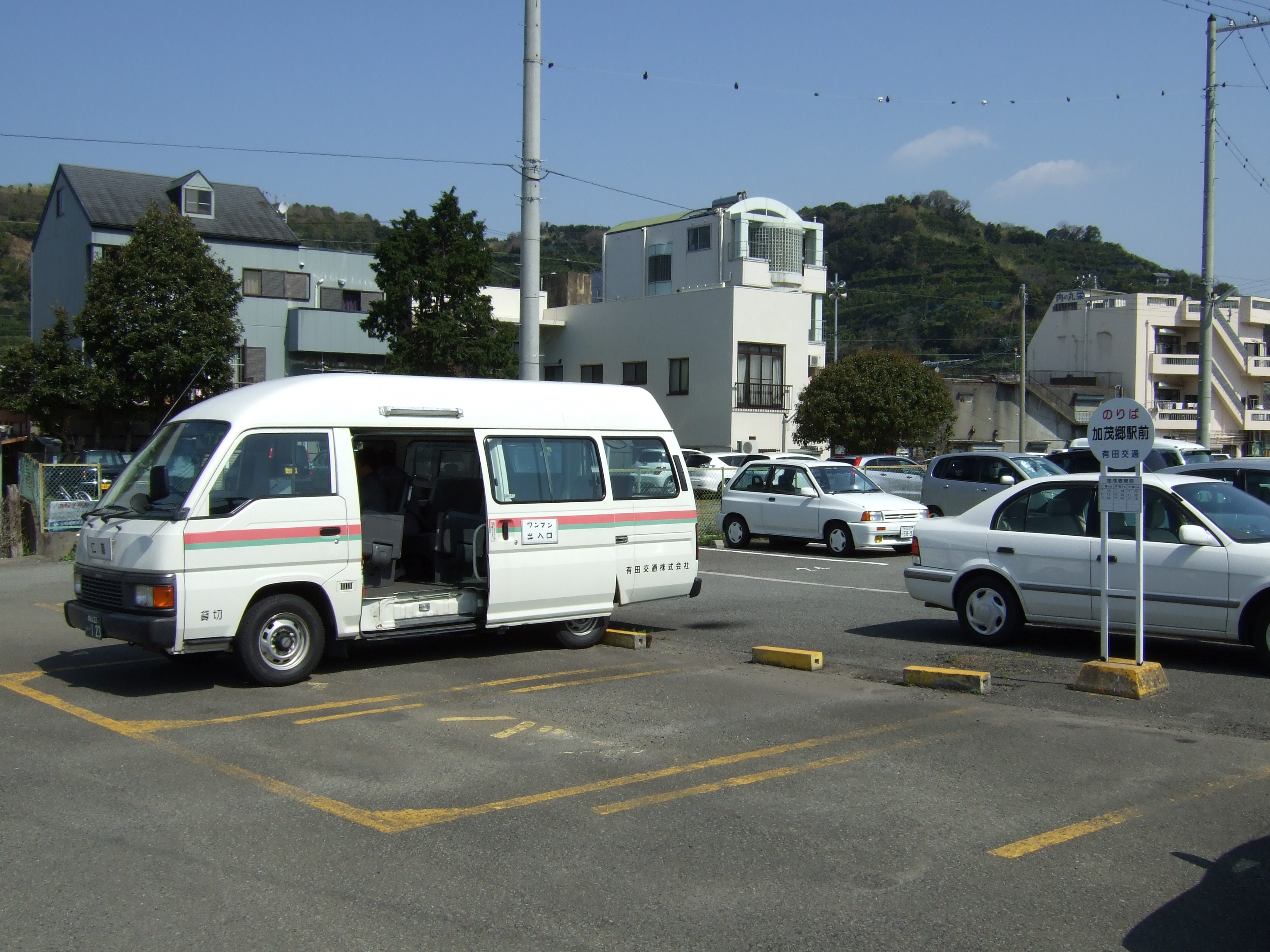
車站前的巴士站，以小型貨車行走巴士路線。2007年3月拍攝。

- 海南市下津行政局（前下津町政廳）
- 國道42號
- 海南市立下津第二中學
- 和歌山縣立海南高等學校下津分校（日语：和歌山県立海南高等学校下津分校）
- 海南市立海南下津高等學校（日语：海南市立海南下津高等学校）
- 加茂鄉郵局（日语：加茂郷郵便局）
- 紀陽銀行（日语：紀陽銀行）加茂郷分店

### 巴士路線
- 有田交通（日语：有田交通）

## 相鄰車站
西日本旅客鐵道
 紀國線（紀勢本線）
- 部分特急「黑潮」停車站

■快速
箕島－加茂鄉－海南
■普通（包括在阪和線內的快速及紀州路快速列車）
下津－加茂鄉－冷水浦

## 注腳
1. 1 2 3 4  曾根悟（監修）. 朝日新聞出版分冊百科編集部（編集） , 编. . 朝日百科週刊. 25號 紀勢本線、參宮線、名松線. 朝日新聞出版. 2010-01-10: 18–21.
2. ↑  ２０２０年春ダイヤ改正について （页面存档备份，存于） JR西日本和歌山分社 2019年12月13日發布，2020年3月7日參閱
3. ↑  『和歌山縣統計年鑑』及『和歌山縣公共交通機關等資料集』

## 外部連結
- 加茂鄉｜車站資訊：JR出門網 - 西日本旅客鐵道